# Siemienczewo
Siemienczewo (ros. Семенчево) – wieś w Rosji, w rejonie waszkińskim obwodu wołogodzkiego. W 2010 r. liczyła 9 mieszkańców.